# Hexenmahnmal (Vardø)

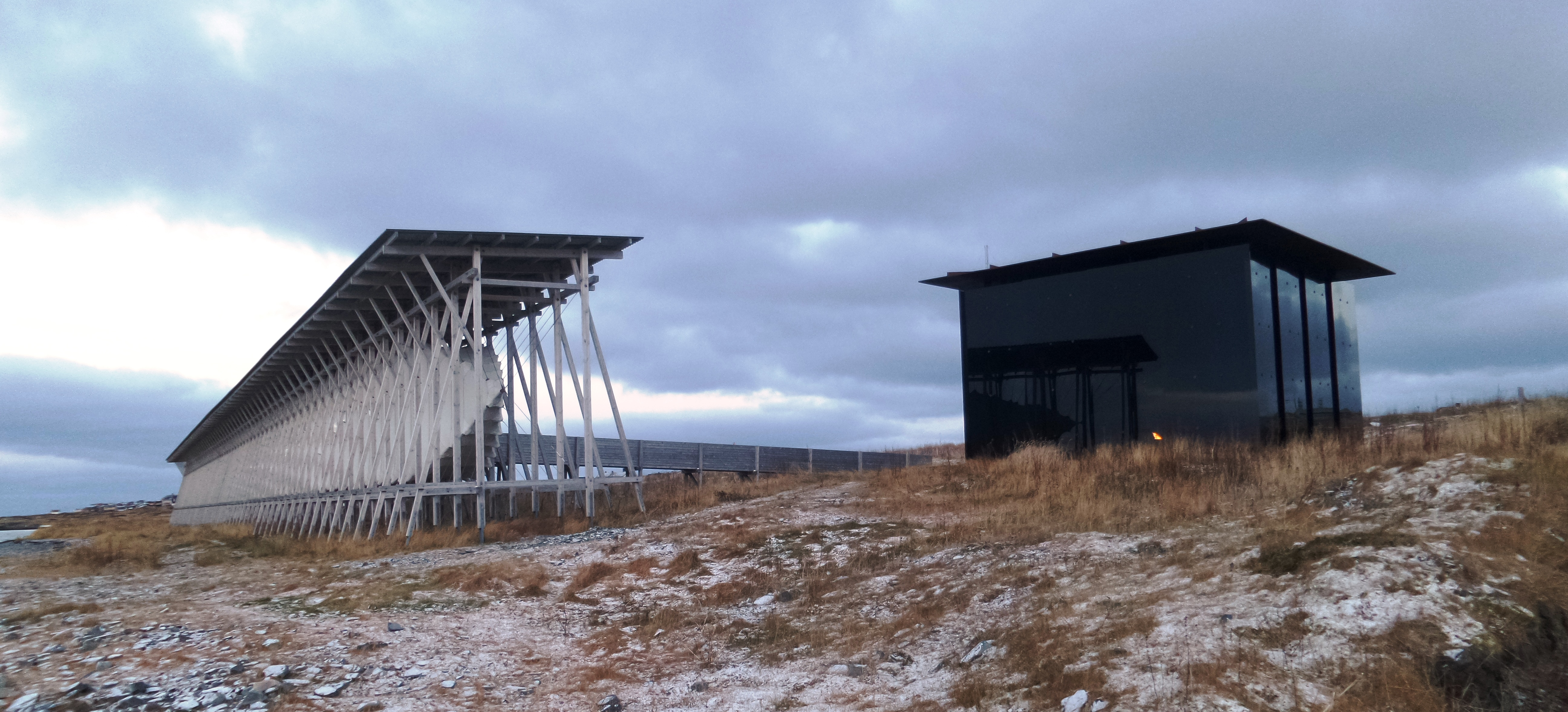
Das Hexenmahnmal mit Pavillon

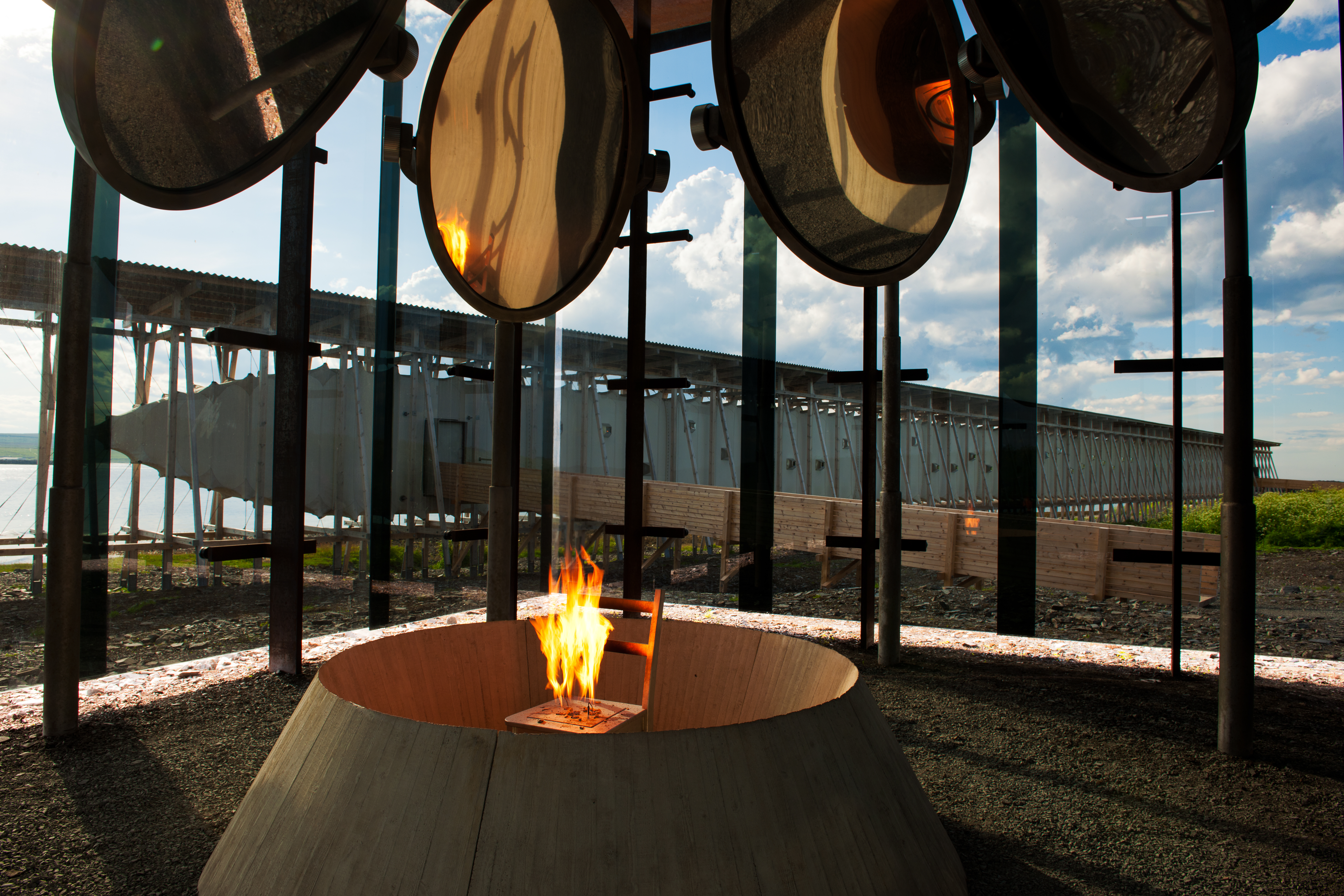
Pavillon mit Installation eines symbolischen Scheiterhaufens von Louise Bourgeois

Das Hexenmahnmal in Vardø, der östlichsten Kommune Norwegens, ist ein im Jahre 2011 nach Plänen des Schweizer Architekten Peter Zumthor errichtetes und aus zwei Gebäuden bestehendes Mahnmal mit einer Installation der Künstlerin Louise Bourgeois im Fylke Finnmark in Norwegen. Es erinnert an die Hexenverfolgungen und -verbrennungen im 17. Jahrhundert in Nordnorwegen.

## Geschichtlicher Hintergrund
Im 17. Jahrhundert, mit Höhepunkt in den Jahren 1662–1663, kam es in Nordnorwegen zu einer Welle von Hexenverfolgungen, unter denen die von Vardø mit zu den schlimmsten zählten. Mehr als 100 Menschen wurden der Hexerei beschuldigt, und 77 Frauen und 14 Männer wurden auf dem Scheiterhaufen verbrannt. Die Hexenhysterie war in der Finnmarḳ besonders ausgeprägt mit im Verhältnis zum geringen Bevölkerungsanteil besonders vielen Anklagen und weit überdurchschnittlich vielen Hinrichtungen.

## Architektur

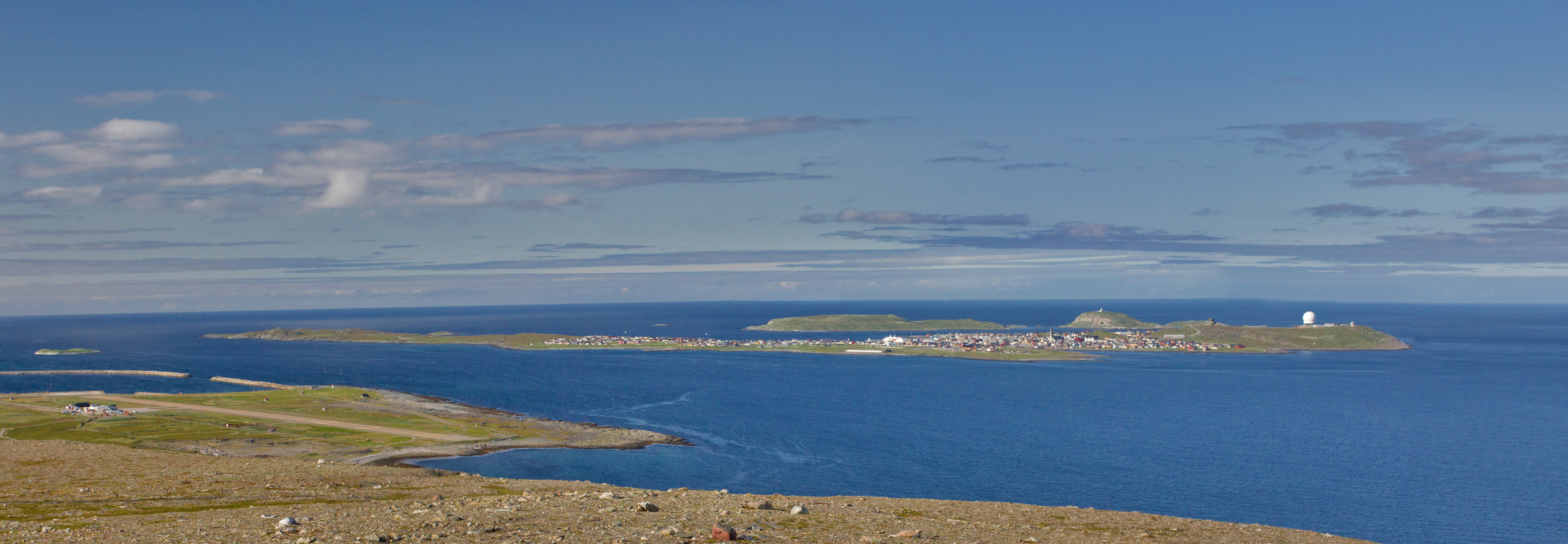
Blick vom Festland auf Vardø; in der Bildmitte am Strand die langgestreckte helle Gedenkhalle, rechts daneben der schwarze Pavillon

Die Anlage befindet sich südlich der historischen Festung Vardøhus am Steilnes, dem Südwestufer der Insel Vardøya, dem Festland zugewandt. Sie wurde am 23. Juni 2011 durch Königin Sonja von Norwegen eingeweiht. Sie besteht aus zwei getrennten und architektonisch sehr verschiedenen Gebäuden, einer langen und schmalen Gedenkhalle und einem vergleichsweise kleinen, quadratischen Mahnmal.

### Die Gedenkhalle
Die 120 Meter lange Holz- und Segeltuch-Konstruktion der Gedenkhalle erinnert an ein traditionelles norwegisches Fischtrockengestell, auf dem Fische in der salzigen Meeresluft getrocknet werden. Auf felsigem Untergrund tragen weiße Stützen ein filigranes Dach. Mit dünnen Stahlseilen in die Holzkonstruktion eingehängt ist der bootsförmige und nur etwa 1,50 Meter breite Erinnerungsraum, der die Form eines überdimensionierten und auf seiner Längsseite aufgebockten Kajaks hat. Über eine schlichte Eingangstür gelangt man in das Innere, das im Gegensatz zum lichten Äußeren recht dunkel ist. Der lange Gang wird nur von 91 unregelmäßig angeordneten kleinen Fenstern mit dahinter angebrachten Glühlampen erhellt, die jeweils einer an eins der 91 Opfer erinnernden Texttafel zugeordnet sind. Die Texte, geschrieben von der Historikerin Liv Helene Willumsen, basieren auf den Gerichtsprotokollen für das jeweilige Opfer. Diese Texte sind in einem in vier Sprachen erhältlichen Buch veröffentlicht.

### Der Pavillon
In einem kleinen quadratischen Pavillon mit Wänden aus Stahl und 17 Rauchglasplatten neben der Gedenkhalle schuf die französisch-amerikanische Bildhauerin Louise Bourgeois einen symbolisierten Scheiterhaufen; es war ihre letzte große öffentliche Arbeit. Im Zentrum des Pavillons züngeln Flammen durch die Sitzfläche eines metallenen Stuhls, der inmitten eines Kegelstumpfs aus Beton steht. Sieben ovale Spiegel an fünf Meter hohen Masten bilden einen Kreis um die Feuerstelle, wie Richter um das Opfer. Die Besucher bewegen sich zwischen Betonstumpf und Spiegel und können den im Feuer lodernden und doch nicht verbrennenden Stuhl unmittelbar oder gespiegelt beobachten.